# عمارة ما قبل الحرب

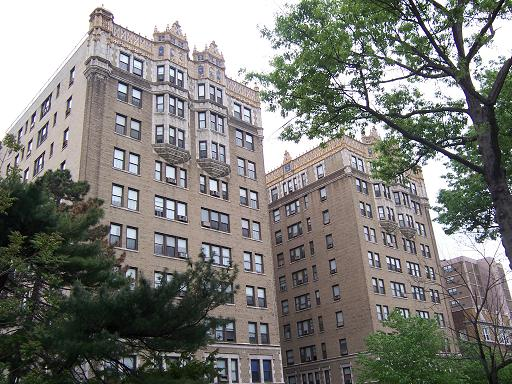
مبنى سكني قبل الحرب في إيست أورانج، نيو جيرسي

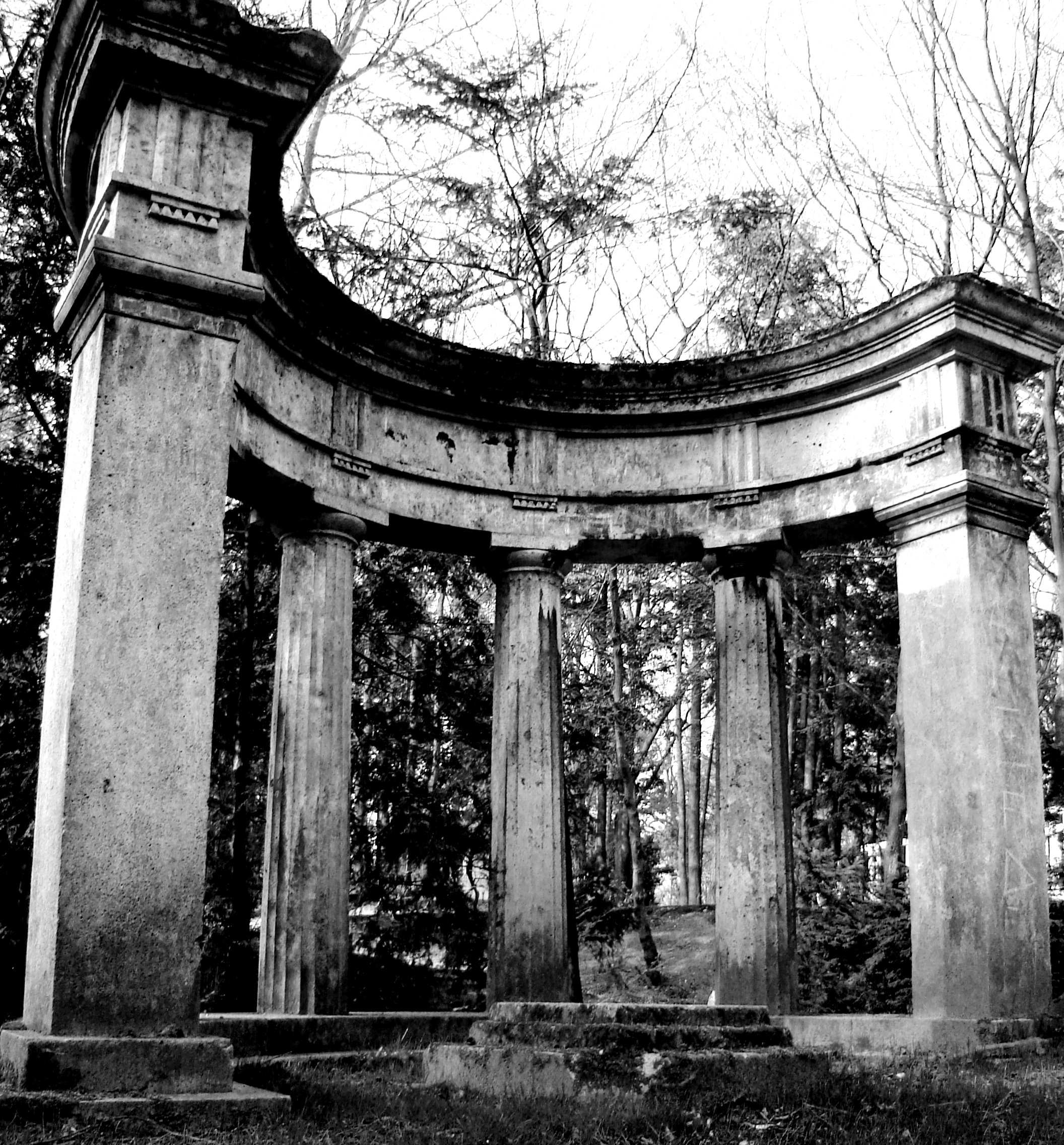
العمارة الألمانية قبل الحرب في المقبرة المركزية في شتشيتسين

تشير العمارة قبل الحرب إلى المباني التي بنيت في الفترة بين مطلع القرن العشرين حتى الحرب العالمية الثانية. تعتبر العديد من المباني السكنية المتوسطة والعالية التي بُنيت بعد عام 1900 وقبل عام 1940  في نيويورك والمناطق المحيطة بها «ما قبل الحرب» ومعروفة برحابتها وأرضياتها الصلبة وتفاصيلها، وفي بعض الحالات، المواقد. غالبًا ما تكون شققًا فاخرة للإيجار أو شقق تعاونية.

## أمثلة
- 620 بارك أفينيو
- 655 بارك أفينيو
- 740 بارك افنيو
- 834 الجادة الخامسة
- ذا بيريسفورد [7]